# Sindrome di Bannayan-Riley-Ruvalcaba
La sindrome di Bannayan-Riley-Ruvalcaba (BRRS) è una malattia genetica rara caratterizzata da ipertrofia dei tessuti e da una proliferazione di amartomi, con formazione di numerosi lipomi sottocutanei, emangiomi e macrocefalia.

## Eziologia

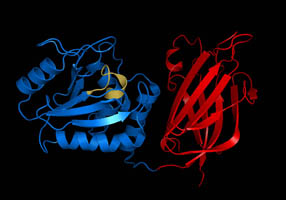
Il gene PTEN: alcune sue mutazioni danno origine alla sindrome di Bannayan-Riley-Ruvalcaba

La malattia è a trasmissione autosomica dominante ed è dovuta ad una mutazione del gene PTEN (omologo della fosfatasi e della tensina) localizzato sul braccio lungo del cromosoma 10, in corrispondenza del locus genico 10q23.31. Questo gene regola la proliferazione delle cellule e il suo alterato funzionamento provoca la formazione degli amartomi. Esistono altre sindromi che si manifestano a causa di altre mutazioni del gene PTEN.

## Clinica

### Segni e sintomi
Il quadro clinico della malattia è costituito da:
- Macrocefalia, in assenza di dilatazione dei ventricoli cerebrali o di aumento della pressione intracranica
- Amartomi dei tessuti di origine mesodermica (con sviluppo di polipi intestinali e di emangiomi multipli)
- Dismorfie, in particolare a livello del volto[5]
- Ritardo globale dello sviluppo[4][5]
- Struma multinodulare
- Aumento del rischio di sviluppo di neoplasie:
  - Adenoma della tiroide
  - Tumore della tiroide midollare indifferenziato
  - Altri tumori viscerali a crescita lenta, che possono causare sanguinamento e dolore[6]

### Esami strumentali e di laboratorio
La diagnosi è essenzialmente clinica, tuttavia può essere effettuato un test di genetica molecolare o un test citogenetico per rilevare l'eventuale presenza di mutazioni genetiche associate alla sindrome.

### Diagnosi differenziale
La malattia entra in diagnosi differenziale con:
- La sindrome da poliposi giovanile
- La sindrome di Peutz-Jeghers
- La sindrome di Proteo
- La neurofibromatosi di tipo 1
- La sindrome di Cowden

## Trattamento
La terapia è sia sintomatica, sia volta alla prevenzione dello sviluppo e della proliferazione del tumore al seno, del tumore al rene e del tumore della tiroide.